# Passiflora macrophylla
Passiflora macrophylla Spruce ex Mast. – gatunek rośliny z rodziny męczennicowatych (Passifloraceae Juss. ex Kunth in Humb.). Występuje endemicznie w Ekwadorze. 

## Morfologia
PokrójKrzew o nagich pędach. Dorasta do 1–5 m wysokości.
LiściePodłużnie jajowate lub podłużne, rozwarte lub prawie sercowate u podstawy. Mają 23–95 cm długości oraz 12–38 cm szerokości. Całobrzegie, ze spiczastym lub ostrym wierzchołkiem. Ogonek liściowy jest owłosiony i ma długość 35–70 mm. Przylistki są szczeciniaste, mają 1 mm długości.
KwiatyDziałki kielicha są podłużne, białawe, mają 3,5–4 cm długości. Płatki są podłużne, białe, mają 3,3–3,9 cm długości. Przykoronek ułożony jest w 2–3 rzędach, biały lub żółty, ma 1–22 mm długości.
OwoceSą kulistego kształtu. Mają 3,1–4 cm długości i 2–4 cm średnicy.